# Katherine Oppenheimer

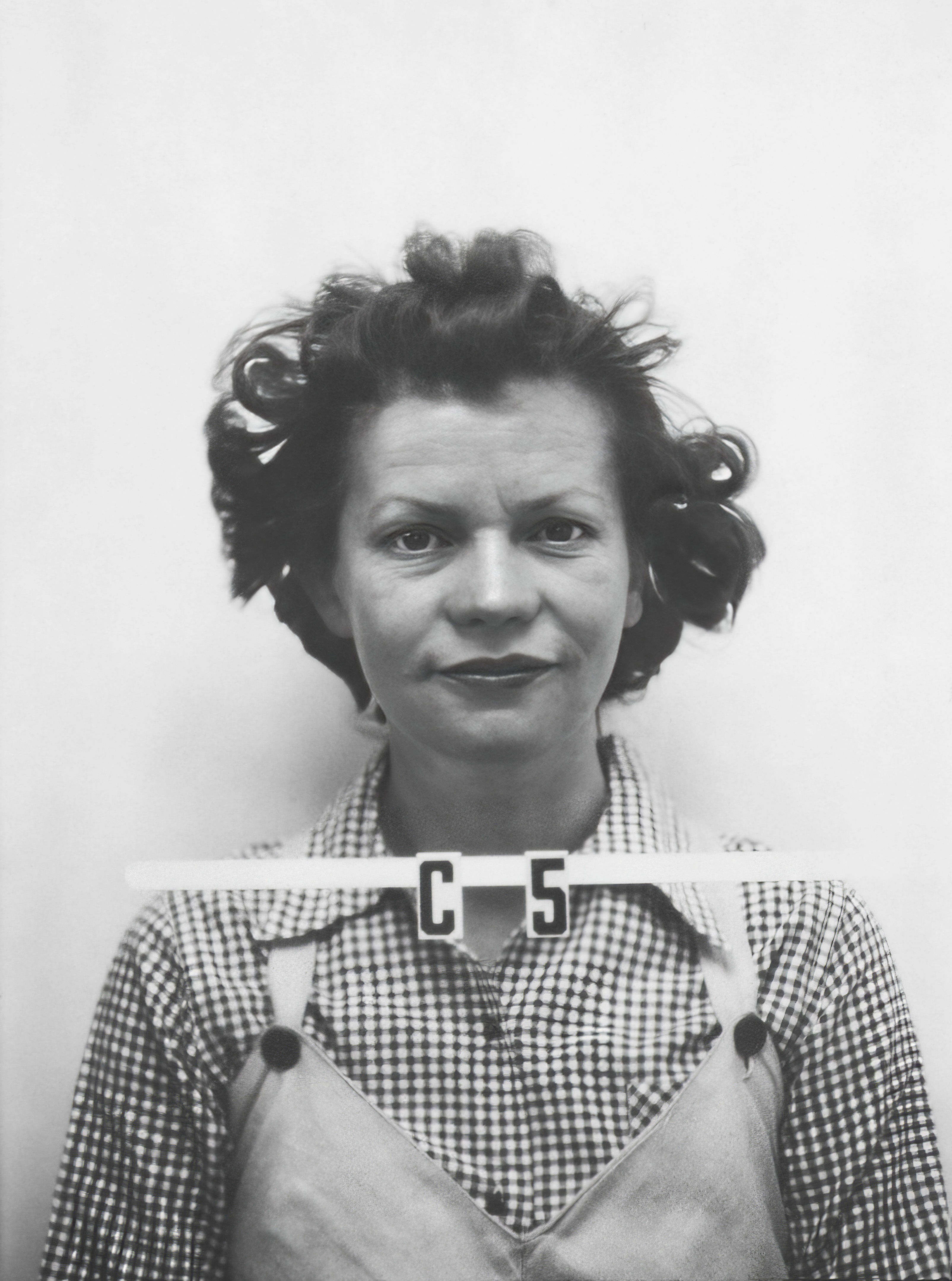
Foto für Katherine Oppenheimers Mitarbeiterausweis im Los-Alamos-Labor, ca. 1944

Katherine Vissering „Kitty“ Oppenheimer, geb. Puening (* 8. August 1910 in Recklinghausen; † 27. Oktober 1972 in Panama-Stadt, Panama) war eine deutsch-amerikanische Biologin, Botanikerin und Mitglied der Kommunistischen Partei der USA (CPUSA). Sie wurde auch als Partnerin des Aktivisten Joe Dallet und dann als Ehefrau des Physikers Robert Oppenheimer, des Direktors des Los-Alamos-Labors im Manhattan-Projekt während des Zweiten Weltkriegs, bekannt.

## Kindheit und Jugend
Katherine „Kitty“ wurde am 8. August 1910 im westfälischen Recklinghausen als einziges Kind von Franz Hermann Otto Maria Puening (1881–1956) und seiner Frau Katharina „Käthe“ (geb. Vissering; 1882–1956) geboren. Sie behauptete zwar, ihr Vater sei ein Prinz und ihre Mutter sei mit Königin Victoria verwandt, doch diese Angaben entsprachen nicht der Wahrheit. Ihre Mutter war eine Cousine des späteren Feldmarschalls der Wehrmacht Wilhelm Keitel, der 1946 im Nürnberger Kriegsverbrecherprozess gehängt wurde.
Katherine kam am 14. Mai 1913 an Bord des Dampfers Kaiser Wilhelm der Große in die Vereinigten Staaten. Ihr Vater, ein Metallurgieingenieur, hatte einen neuen Hochofentyp erfunden und eine Anstellung bei einem Stahlunternehmen in Pittsburgh gefunden. Die Familie ließ sich im Vorort Aspinwall nieder. Obwohl ihre Muttersprache Deutsch war, sprach Katherine bald akzentfrei Englisch. Ihre Eltern nahmen sie regelmäßig zu Sommerbesuchen nach Deutschland mit.
Nach ihrem Abschluss an der Aspinwall High School im Juni 1928 schrieb sich Katherine an der University of Pittsburgh ein. Sie wohnte bei ihren Eltern und besuchte Erstsemesterkurse in Mathematik, Biologie und Chemie. Ihr Vater arbeitete inzwischen für Koppers und besaß Patente für die Konstruktion von Hochöfen. Katherine überzeugte ihre Eltern, dass es eine gute Idee wäre, in Deutschland zu studieren, und sie reiste im März 1930 nach Europa. Es ist zweifelhaft, ob sie dort überhaupt Kurse belegte, aber sie traf Frank Ramseyer, einen Amerikaner, der in Paris Musik bei Nadia Boulanger studierte, bevor sie am 19. Mai nach Hause reiste.
Katherine schloss das erste Studienjahr noch ab, heiratete dann Ramseyer am 24. Dezember 1932 vor einem Friedensrichter in Pittsburgh. Das Paar zog in eine Wohnung in der Nähe der Harvard University, wo Ramseyer einen Master-Abschluss in Musik anstrebte. Im Januar 1933 schrieb sie sich erneut an der University of Pittsburgh ein und kehrte in das Haus ihrer Eltern in Aspinwall zurück. Im Juni 1933 reiste sie mit ihrem Mann erneut nach Europa. Als sie zurückkam, schrieb sie sich an der University of Wisconsin ein, allerdings ist es nicht belegt, dass sie dort jemals irgendwelche Kurse absolvierte. Am 20. Dezember 1933 erwirkte sie beim Obersten Gerichtshof von Wisconsin die Annullierung ihrer Ehe. Später erzählte sie Freunden, sie habe Beweise dafür gefunden, dass Ramseyer homosexuell und drogenabhängig gewesen sei. Sie hatte auch eine Abtreibung.

## Kommunistin
Auf einer Silvesterparty später in diesem Jahr lernte Katherine Joseph Dallet Jr. kennen, den Sohn eines wohlhabenden Geschäftsmanns aus Long Island, der das Dartmouth College besucht hatte. Er war durch die Hinrichtungen von Sacco und Vanzetti im Jahr 1927 radikalisiert worden und 1929 der CPUSA beigetreten. Am 6. März 1930 hatte er an Protesten zum Internationalen Tag der Arbeitslosigkeit in Chicago teilgenommen, die von den Behörden brutal unterdrückt worden waren. Nun arbeitete er als Gewerkschaftsorganisator bei den Stahlarbeitern in Youngstown, Ohio. Einmal kandidierte er auf der Liste der CPUSA für das Amt des Bürgermeisters von Youngstown, wurde aber nicht gewählt.
Katherines Eltern waren nach Claygate südwestlich von London gezogen, wo ihr Vater eine Chicagoer Firma vertrat. Als sie am 3. August 1934 nach einem Familienbesuch in Europa in die USA zurückkehrte, zog sie bei Dallet ein und wurde seine De-facto-Ehefrau (common-law marriage). Sie teilten sich ein Zimmer in einer heruntergekommenen Pension für 5 Dollar im Monat. Gus Hall und John Gates hatten ein Zimmer am selben Flur. Puning/Dallet lebten von der Arbeitslosenunterstützung, 12,50 Dollar für jeden. Als Ehefrau eines Parteimitglieds durfte Katherine der CPUSA beitreten, allerdings erst, nachdem sie ihre Loyalität durch die Verteilung des Daily Workers auf der Straße unter Beweis gestellt hatte. Ihr Parteibeitrag betrug 10 Cent pro Woche.
Sie trennten sich im Juni 1936 und Katherine zog zu ihren Eltern nach Claygate, wo sie als Deutsch-Englisch-Übersetzerin arbeitete. Monate vergingen ohne ein Wort von Dallet, bis Katherine herausfand, dass ihre Mutter dessen Briefe abgefangen hatte. „Ihre Mutter“, erinnerte sich ihre Freundin Anne Wilson, „war ein echter Drache, eine sehr repressive Frau. Sie verschwand eines Tages von Bord eines Transatlantikschiffs, und niemand vermisste sie. Das sagt alles.“
Im letzten Brief von Dallet stand, dass er mit der RMS Queen Mary nach Spanien reisen wollte, um sich den Internationalen Brigaden anzuschließen, die im Spanischen Bürgerkrieg kämpften. Katherine traf sich mit Dallet und dessen bestem Freund Steve Nelson in Cherbourg, und sie reisten gemeinsam nach Paris. Nach ein paar Tagen dort kehrte Katherine nach London zurück, und die anderen machten sich auf den Weg nach Süden, überquerten die Grenze nach Spanien, wo Dallet sich dem Mackenzie-Papineau-Bataillon anschloss, einer Einheit aus amerikanischen und kanadischen Freiwilligen.
Katherine wollte sich Dallet in Spanien anschließen und erhielt schließlich die Erlaubnis dazu. Ihre Reise nach Spanien verzögerte sich durch einen Krankenhausaufenthalt wegen einer vermuteten Blinddarmentzündung; die Operation am 26. August 1937 ergab jedoch einen Befund von Eierstockzysten, die von den deutschen Ärzten entfernt wurden. Katherine kehrte zur Genesung nach England zurück. Bevor sie nach Spanien aufbrechen konnte, traf die Nachricht ein, dass Dallet am 17. Oktober 1937 im Kampf gefallen sei. Seine Briefe an sie erschienen 1938 als Letters from Spain by Joe Dallet, American Volunteer, to his Wife.
Katherine besuchte Nelson, der im August verwundet worden war und jetzt in Paris lebte, und sie kehrten nach New York zurück, wo sie zwei Monate lang bei Nelson und seiner Frau Margaret in ihrem Haus in Brooklyn blieb. Anschließend reiste sie nach Philadelphia, um ihre Freundin Zelma Baker zu besuchen, die am Cancer Research Institute der University of Pennsylvania arbeitete, an der Katherine sich einschrieb. Dort lernte sie Richard Stewart Harrison kennen, einen Arzt mit Abschlüssen der University of Oxford, der sein Praktikum in den USA absolvierte. Sie heirateten am 23. November 1938. In der Folge verließ sie die CPUSA.

## Oppenheimer
Kurz darauf reiste Harrison für seine Assistenzarztzeit am California Institute of Technology (Caltech) nach Pasadena, Kalifornien, während Katherine in Philadelphia blieb, um ihr Botanikstudium an der University of Pennsylvania mit einem Bachelorgrad abzuschließen. Ihr wurde dann ein Postgraduiertenforschungsstipendium an der University of California, Los Angeles angeboten. Am Caltech arbeitete sie mit dem Physiker Charles Lauritsen zusammen. Das für die physikalische Forschung genutzte Röntgenlabor am Caltech wurde auch für die experimentelle Krebstherapieforschung genutzt. Auf einer Gartenparty, die Lauritsen und seine Frau Sigrid im August 1939 veranstalteten, lernte sie Robert Oppenheimer kennen, einen Physiker, der regelmäßig am Caltech lehrte. Kurz darauf begann sie eine Affäre mit Oppenheimer. Sie wurden häufig in seinem Chrysler Coupé in der Stadt gesehen. Oppenheimer war seit seiner Trennung von seiner langjährigen Freundin Jean Tatlock mit mehreren Frauen liiert, auch mit verheirateten wie Katherine Harrison, die sich inzwischen Kitty nannte. Zur Weihnachtszeit reiste sie ohne ihren Mann nach Berkeley, um Zeit mit Oppenheimer zu verbringen. Sein Freund Haakon Chevalier traf Kitty auf einer Feiertagsdinnerparty, die von der Pianistin Estelle Caen, einer von Oppenheimers Exfreundinnen, veranstaltet wurde.
Oppenheimer lud Harrison und Kitty ein, den Sommer auf seiner Ranch in New Mexico, Perro Caliente, zu verbringen. Harrison lehnte ab, da er mit seiner Forschung beschäftigt war, aber Kitty akzeptierte. Robert Serber und seine Frau Charlotte holten Kitty in Pasadena ab und fuhren sie nach Perro Caliente, wo sie Robert, seinen Bruder Frank Oppenheimer und dessen Frau Jackie trafen. Die Serbers hatten Kitty schon zuvor getroffen, 1938 in Charlotte Serbers Elternhaus in Philadelphia. Die Oppenheimers liebten es, durch die Kiefern- und Espenwälder und Blumenwiesen der Sangre de Cristo Mountains zu reiten und mit minimaler Verpflegung und Ausrüstung zu campen. Kitty beeindruckte sie mit ihrer Reitkunst; Reiten zu lernen war für Frauen ihrer sozialen Schicht normal, sie hatte das Reiten als Kind auf den Reitwegen rund um Aspinwall gelernt.
Kitty erzählte Anne Wilson später, dass sie Robert dazu gebracht habe, sie auf die „altmodische Art“ zu heiraten – indem sie schwanger wurde. Im September 1940 rief Oppenheimer Harrison mit der frohen Nachricht an und sie wurden sich einig, dass Kitty sich am besten scheiden lassen solle, um Robert zu heiraten. Kurz darauf saß Robert mit Nelson auf einem Podium, um Geld für Flüchtlinge aus dem Spanischen Bürgerkrieg zu sammeln, und er teilte ihm mit, dass er mit Kitty verlobt sei. Nelsons Frau war ebenfalls schwanger und er nannte seine im November 1940 geborene Tochter Josie, in Erinnerung an Dallet. Um sich scheiden zu lassen, zog Kitty nach Reno, Nevada, wo sie sechs Wochen blieb, um das staatliche Wohnsitzerfordernis zu erfüllen. Die Scheidung wurde am 1. November 1940 vollzogen und Kitty heiratete Oppenheimer am folgenden Tag in einer standesamtlichen Zeremonie in Virginia City, Nevada, mit dem Hausmeister und dem Gerichtsschreiber als Zeugen.

## Manhattan-Projekt
Ihr Kind, ein Sohn, den sie Peter nannten, wurde am 12. Mai 1941 während Oppenheimers regulärer Session am Caltech in Pasadena geboren. Als sie nach Berkeley zurückkehrten, kaufte er ein neues Haus an der Adresse 1 Eagle Hill mit Blick auf das Golden Gate. Kitty arbeitete als Laborassistentin an der University of California. Sie ließen Peter bei den Chevaliers und einem deutschen Kindermädchen zurück und machten sich für den Sommer auf den Weg nach Perro Caliente. Die Ferien wurden getrübt, als Oppenheimer von einem Pferd niedergetrampelt und Kitty bei einem Unfall in ihrem Cadillac Cabriolet verletzt wurde. Die Vereinigten Staaten traten im Dezember 1941 in den Zweiten Weltkrieg ein und Oppenheimer begann, Personal für das Manhattan-Projekt zu rekrutieren. Zu den ersten Mitarbeitern gehörten die Serbers, die in die Wohnung über der Garage in 1 Eagle Hill einzogen.
Am 16. März 1943 bestieg das Paar einen Zug nach Santa Fe, New Mexico. Zum Monatsende waren sie in Los Alamos, New Mexico, wo sie eines der Gebäude bezogen, die früher der Los Alamos Ranch School gehörten. Los Alamos war den Bewohnern als the Hill („der Hügel“), und dem Manhattan-Projekt als Site Y bekannt. Oppenheimer wurde Direktor des Projekts Y. Kitty trat die Rolle als Frau des Standortkommandanten an Martha Parsons ab, die Frau von Roberts Stellvertreter Marinekapitän William S. Parsons. Sie selbst nutzte ihre Biologieausbildung, indem sie für den Direktor der Krankenstation Louis Hempelmann arbeitete. Sie führte Bluttests durch, um die Gefahr durch Strahlung einzuschätzen.
1944 wurde Kitty erneut schwanger. Ihr zweites Kind, ein Mädchen, wurde am 7. Dezember 1944 geboren. Sie nannte sie Katherine nach ihrer Mutter, rief sie aber Toni. Wie bei anderen Babys, die während des Krieges in Los Alamos geboren wurden, war in Tonis Geburtsurkunde der Geburtsort als P.O. Box 1663 („Postfach 1663“) angegeben. Im April 1945 war Kitty durch die Isolation von Los Alamos deprimiert und ließ Toni bei Pat Sherr, der Frau des Physikers Rubby Sherr; Pat hatte kürzlich ihren Sohn Michael durch plötzlichen Kindstod verloren. Kitty kehrte mit Peter nach Bethlehem, Pennsylvania, zurück, um bei ihren Eltern zu leben. Im Juli 1945 kehrten sie nach Los Alamos zurück.

## Späteres Leben

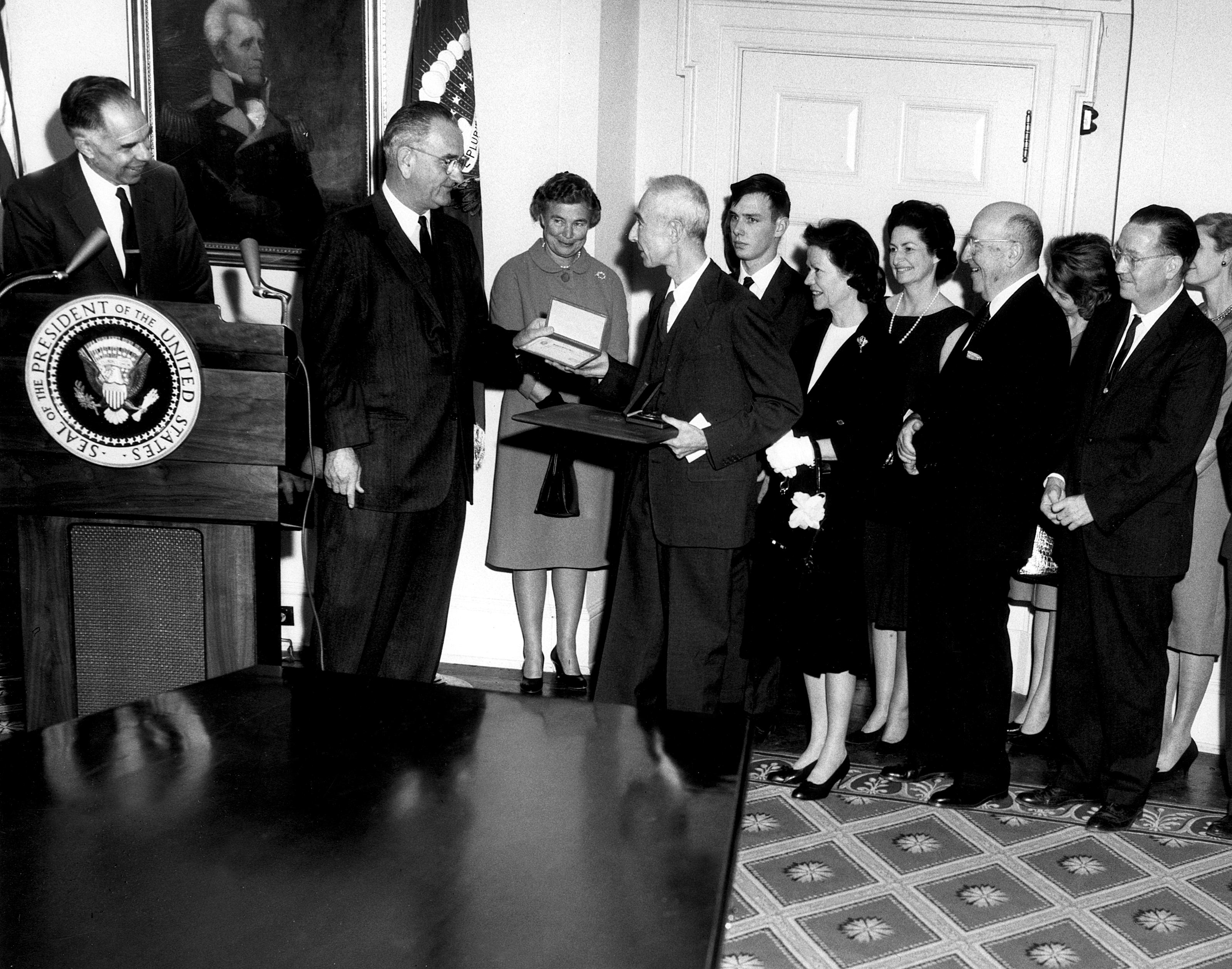
Katherine Oppenheimer (6. von links) 1963 bei der Verleihung des Fermi-Preises an ihren Mann

Mit Kriegsende im August 1945 war Oppenheimer zu einer Berühmtheit, und Kitty zur Alkoholikerin geworden. Sie erlitt eine Reihe von Knochenbrüchen durch Trunkenheitsstürze sowie Autounfälle. Im November 1945 verließ Robert Los Alamos, um zum Caltech zurückzukehren, stellte aber bald fest, dass sein Herz nicht mehr dem Unterrichten galt. 1947 nahm er ein Angebot von Lewis Strauss an, die Leitung des Institute for Advanced Study in Princeton, New Jersey, zu übernehmen. Die Stelle ging mit einer mietfreien Unterkunft im „Haus des Direktors“ einher, einem Herrenhaus aus dem 17. Jahrhundert mit zehn Schlafzimmern, Koch und Gärtner, umgeben von Wäldern. Robert ließ für Kitty ein Gewächshaus bauen, in dem sie Orchideen züchtete; zu ihren Geburtstagen ließ Oppenheimer seltene Arten aus Hawaii einfliegen. Olden Manor wurde manchmal „Bourbon Manor“ genannt; denn Kitty und Robert liebten eine wohlgefüllte Hausbar und feierten wie viele aus ihrer Generation die Cocktailstunde gerne mit Martinis, Manhattans, Old Fashioneds und Highballs. Beide rauchten auch gern. Kittys Angewohnheit, zu viel zu trinken und im Bett zu rauchen, führte zu zahlreichen Löchern in ihrer Bettwäsche und mindestens einem Brand. Sie nahm manchmal zu viele Pillen und litt unter Bauchschmerzen, die durch Pankreatitis verursacht wurden. Die Schmerzen lösten oft Wutausbrüche aus.
1952 erkrankte Toni an Polio und die Ärzte schlugen wärmeres Klima vor. Die Familie flog in die Karibik, wo sie eine 22-m-Ketsch mietete. Robert und Kitty entdeckten ihre gemeinsame Liebe zum Segeln, während Toni sich bald erholte. Die Familie verbrachte einen Teil jedes Sommers auf Saint John auf den Jungferninseln und baute dort schließlich ein Strandhaus am Gibney Beach. Am 6. Januar 1967 wurde bei Robert inoperabler Krebs diagnostiziert und er starb am 18. Februar 1967. Kitty ließ seine sterblichen Überreste einäschern und seine Asche wurde in eine Urne gelegt, die sie nach St. John brachte und vor der Küste in Sichtweite des Strandhauses ins Meer warf. Sie nahm Kontakt zu Robert Serber auf, dessen Frau Charlotte im Mai 1967 durch Selbstmord gestorben war. Sie überredete ihn, eine 16-m-Yawl zu kaufen, mit der sie von New York nach Grenada segelten. 1972 kauften sie eine 16-m-Ketsch mit der Absicht, durch den Panamakanal und über die Galapagosinseln und Tahiti nach Japan zu segeln. Sie machten sich auf den Weg, aber Kitty erkrankte und wurde in das Gorgas-Krankenhaus in Panama-Stadt gebracht, wo sie am 27. Oktober 1972 an einer Embolie starb. Serber und Toni ließen ihre sterblichen Überreste einäschern und verstreuten ihre Asche in der Nähe von Roberts.

## Popkultur
Jana Shelden stellte Kitty Oppenheimer 1980 in der Fernseh-Miniserie Oppenheimer dar, Bonnie Bedelia 1989 im Kinofilm Fat Man and Little Boy (deutscher Titel Die Schattenmacher), und Emily Blunt 2023 in Christopher Nolans Kinofilm Oppenheimer.

## Belege
1. ↑  Bird & Sherwin 2005, S. 154–155.
2. ↑  Streshinsky & Klaus 2013, S. 9–10, 26–27.
3. ↑  US1799702 (A) ― 1931-04-07: Heating Apparatus. In: Espacenet - Patent search. Abgerufen am 28. Juli 2023.
4. ↑  US1542955 (A) ― 1925-06-23: Heating method and apparatus. In: Espacenet - Patent search. Abgerufen am 28. Juli 2023.
5. ↑  Streshinsky & Klaus 2013, S. 78–79
6. ↑  Streshinsky & Klaus 2013, S. 78–79.
7. ↑  Streshinsky & Klaus 2013, S. 80–82.
8. 1 2 3  Bird & Sherwin 2005, S. 156–157.
9. ↑  Streshinsky & Klaus 2013, S. 89–90.
10. 1 2 3  Streshinsky & Klaus 2013, S. 93–94, 97–98
11. ↑  Conant 2005, S. 184.
12. ↑  Streshinsky & Klaus 2013, S. 104–105.
13. 1 2  Joseph Dallet, Jr. Abraham Lincoln Brigade Archives, abgerufen am 11. April 2018 (englisch).
14. ↑  Streshinsky & Klaus 2013, S. 111–117.
15. 1 2  Streshinsky & Klaus 2013, S. 119.
16. 1 2  Bird & Sherwin 2005, S. 158–161.
17. ↑  Stern 1969, S. 357. "I left the Communist Party. I did not leave my past, the friendships, just like that. Some continued for a while."
18. ↑  Streshinsky & Klaus 2013, S. 120–121.
19. ↑  Bird & Sherwin 2005, S. 161.
20. ↑  Streshinsky & Klaus 2013, S. 125–126.
21. ↑  Bird & Sherwin 2005, S. 162.
22. ↑  Serber & Crease 1998, S. 51.
23. ↑  Conant 2005, S. 186.
24. ↑  Bird & Sherwin 2005, S. 162–163.
25. ↑  Bird & Sherwin 2005, S. 164–165.
26. ↑  Streshinsky & Klaus 2013, S. 138–139.
27. ↑  Streshinsky & Klaus 2013, S. 141–142.
28. ↑  Bird & Sherwin 2005, S. 213–214.
29. ↑  Conant 2005, S. 179.
30. ↑  Streshinsky & Klaus 2013, S. 51.
31. ↑  Conant 2005, S. 262–263.
32. ↑  Streshinsky & Klaus 2013, S. 204–211.
33. ↑  Bird & Sherwin 2005, S. 263–264.
34. ↑  Streshinsky & Klaus 2013, S. 207.
35. 1 2  Wolverton 2008, S. 176.
36. ↑  Bird & Sherwin 2005, S. 333–335.
37. ↑  Bird & Sherwin 2005, S. 351.
38. ↑  Bird & Sherwin 2005, S. 360–365.
39. ↑  Bird & Sherwin 2005, S. 369.
40. ↑  Streshinsky & Klaus 2013, S. 234–235.
41. ↑  Wolverton 2008, S. 270.
42. ↑  Streshinsky & Klaus 2013, S. 243.
43. ↑  Streshinsky & Klaus 2013, S. 276.
44. ↑  Streshinsky & Klaus 2013, S. 251.
45. ↑  Streshinsky & Klaus 2013, S. 295.
46. ↑  Bird & Sherwin 2005, S. 588.
47. ↑  Streshinsky & Klaus 2013, S. 301–302.
48. ↑  Serber & Crease 1998, S. 220–221.
49. ↑   Mrs. J. Robert Oppenheimer, 62, Nuclear Physicist's Widow, Dies In: New York Times, 29. Oktober 1972. Abgerufen am 17. April 2018 (englisch).
50. ↑  Tom Shales:  The Man Behind the Bomb In: Washington Post, 11. Mai 1982. Abgerufen am 26. Juli 2023 (englisch).
51. ↑  Fat Man and Little Boy (1989). In: AFI Catalog of Feature Films. Abgerufen am 26. Juli 2023 (englisch).
52. ↑  Clark Collis: Oppenheimer cast: Who plays who in Christopher Nolan's real-life drama. In: Entertainment Weekly. 21. Juli 2023 (englisch, ew.com [abgerufen am 24. Juli 2023]).
53. ↑  Molly Moss, Lewis Knight: Oppenheimer cast: Full list of actors in Christopher Nolan film. In: Radio Times. 22. Juli 2023 (englisch, radiotimes.com [abgerufen am 24. Juli 2023]).